# Jack Kearns
Pour les articles homonymes, voir Kearns.

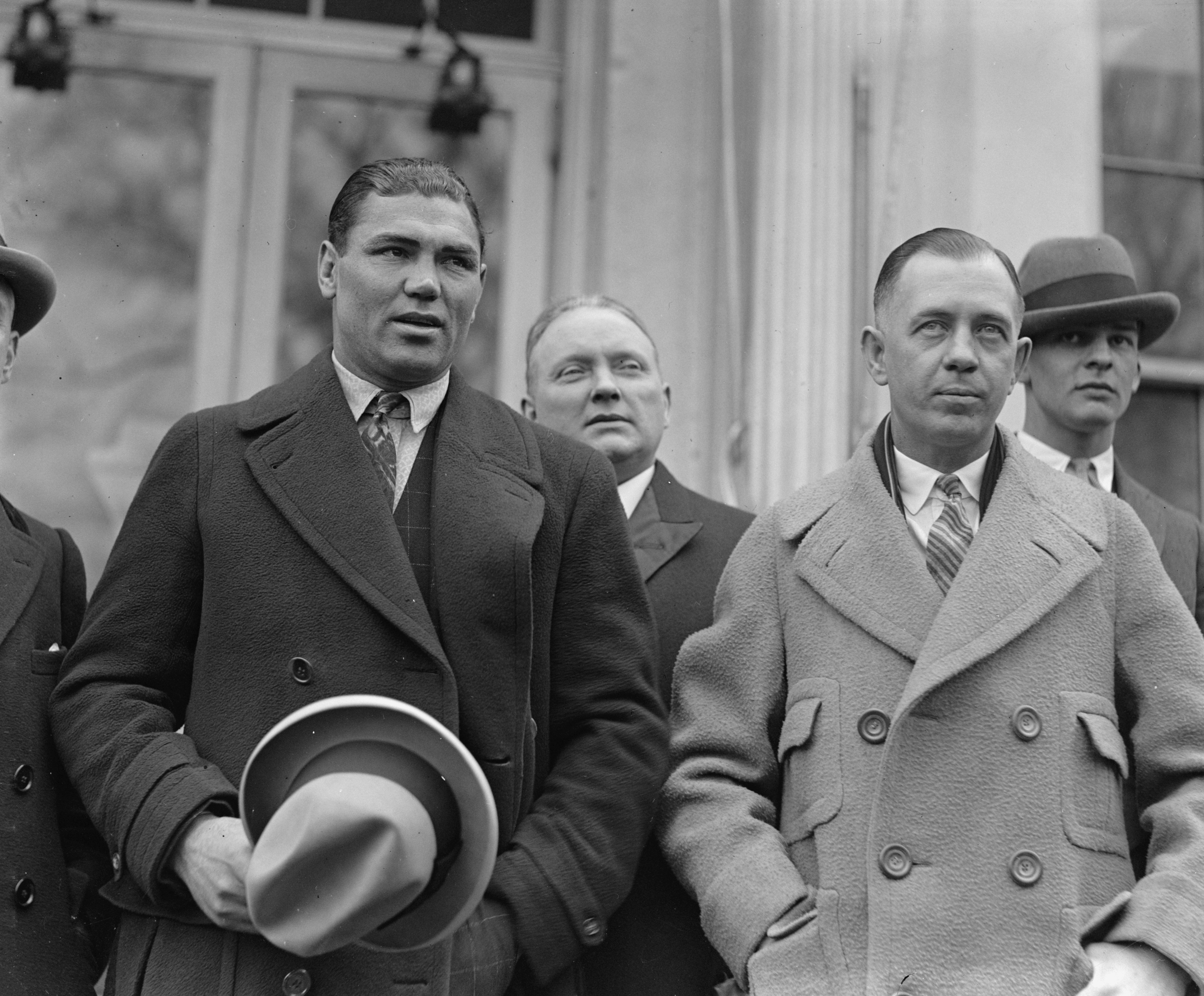
Jack Kearns (à droite) aux côtés de Jack Dempsey

Jack Kearns est un promoteur de boxe américain né le 17 août 1882 dans le Michigan et mort le 7 juillet 1963.

## Biographie
Kearns est un célèbre promoteur du début du XXe siècle. Il a notamment permis à Jack Dempsey de détenir le titre de champion du monde des poids lourds entre 1919 et 1926 mais il a également managé d'autres talentueux boxeurs comme Mickey Walker, Joey Maxim et Archie Moore.

## Distinction
- Jack Kearns est membre de l'International Boxing Hall of Fame depuis sa création en 1990[2].